# Estació de Santander
Santander serà una estació de la línia 4 del metro de Barcelona, que actualment no disposa data d'obertura.
| Metro de Barcelona                 |        |       |             |                        |
| Procedència/Destinació             | <      | Línia | >           | Procedència/Destinació |
| Trinitat Nova                      | La Pau | obres | Sagrera-TAV | La Sagrera             |
| Font perllongament: PDI 2009-2018. |        |       |             |                        |